# Institución Atlética Río Negro
La Institución Atlética Río Negro es un club de fútbol con sede en la ciudad de San José de Mayo, departamento de San José, Uruguay. Fue fundada el 19 de abril de 1941 y su equipo juega en primera división de la Liga Mayor de Fútbol de San José.
Su mayor promesa es el jugador llamado Jose Luis Roquero, una de las perlas del interior con tan solo 18 años

## Historia
La Institución Atlética Río Negro fue fundada en 1941 por el Cabo Tempone, Orosmán Espinosa y Valentín Durán. A pesar de su corta edad, Río Negro tiene en sus vitrinas más de 70 copas, donde sobresale la Copa El País (1990), máximo título para un club del interior uruguayo. Entre sus logros también destaca que es el único equipo de San José que ha participado de un torneo clasificatorio para la Copa Libertadores de América, la Liguilla Pre-Libertadores de América de la AUF de 1997. Actualmente juega en la Liga Mayor de Fútbol de San José junto a otros 11 equipos.

## Uniforme
- Uniforme titular: Camiseta a finas franjas verticales blancas y negras, pantalón blanco, medias blancas.
- Uniforme alternativo: Camiseta blanca, pantalón negro, medias negras.

## Datos del club
- Temporadas en 1ª: 19 (todas)
- Mejor puesto en la liga: 1º (1996-99, 2002, 2014, 2016)
- Peor puesto en la liga: 8º (2006)
- Puesto histórico: 1º[2]
- Mayor goleada a favor a nivel local: 1998, Río Negro 9-0 Universal (San José de Mayo)
- Mayor goleada a favor a nivel nacional: 1997, Copa El País, Río Negro 7-2 Independiente (Mercedes)
- Mayor goleada en contra a nivel local: 2006, Juventud Unida (Libertad) 6-1 Río Negro; 2008, Río Negro 0-5 Central (San José de Mayo)
- Mayor goleada en contra a nivel nacional: 1995, Copa El País, Porongos (Trinidad) 5-0 Río Negro

## Palmarés

### Torneos nacionales
- Copa El País (1): 1990

- Campeonato del Sur (fase intermedia de la Copa El País) (4): 1981, 1983, 1987, 1990
- Recopa El País de Clubes del Interior (2): 1991, 1992

### Torneos departamentales
- Departamental de San José (13): 1976, 1979, 1980, 1982, 1983, 1984, 1986, 1987, 1988, 1989, 1990, 1991, 1992
- Liga Mayor de Fútbol de San José (7): 1996, 1997, 1998, 1999, 2002, 2014, 2016

### Torneos locales
- Liga Departamental de Fútbol de San José (17): 1965, 1973, 1975, 1976, 1978, 1980, 1981, 1982, 1984, 1985, 1986, 1987, 1991, 1992, 1993, 1994, 1995
- Torneo Preparación (7): 1961, 1974, 1977, 1978, 1988, 1991, 1992
- Super Liga de San José (1): 1976
- Torneo Liguilla (4): 1983, 1986, 1988, 1989
- Liga Departamental de Fútbol de San José Divisional B (2): 1947, 1957

Nota: en 1996 la Liga Departamental de Fútbol de San José (San José de Mayo) y la Liga Regional del Sur de Libertad (Libertad) se fusionaron en la Liga Mayor de Fútbol de San José

## Gimnasio
Su gimnasio lleva el nombre de Orosmán Espinosa, en honor al primer presidente de Río Negro, y en él se practican varios deportes como el básquetbol voleibol y fútbol sala 